# 1699
Il 1699 (MDCXCIX in numeri romani) è un anno  del XVII secolo.

## Eventi
- 26 gennaio – Pace di Carlowitz tra gli Ottomani e la Lega Santa formata da Austria, Polonia, Repubblica di Venezia e Russia.

## Nati

### Gennaio
- 2 gennaio - Osman III, sultano ottomano († 1757)
- 9 gennaio - Robert Joseph Pothier, giurista francese († 1772)
- 10 gennaio - Giacomo Martorelli, filologo italiano († 1777)
- 14 gennaio - Jakob Adlung, organista e teorico della musica tedesco († 1762)
- 17 gennaio - Marie Isabelle de Rohan, nobile francese († 1754)
- 22 gennaio - Giuseppe Ignazio Filippo d'Assia-Darmstadt, vescovo cattolico tedesco († 1768)
- 26 gennaio - Ambrogio Caracciolo, I principe di Torchiarolo, principe e militare italiano († 1746)
- 29 gennaio - Gustav David Hamilton, generale svedese († 1788)
- 30 gennaio - Francesca Giuseppa di Braganza, principessa portoghese († 1736)

### Febbraio
- 9 febbraio - Étienne Jeaurat, pittore e incisore francese († 1789)
- 11 febbraio - Bertrand-François Mahé de La Bourdonnais, militare e politico francese († 1753)
- 15 febbraio - Giovanni Maria Morlaiter, scultore italiano († 1781)
- 17 febbraio - Lodovico Costa della Trinità, politico e militare italiano († 1772)
- 17 febbraio - Georg Wenzeslaus von Knobelsdorff, architetto tedesco († 1753)
- 24 febbraio - Domenico La Bruna, pittore italiano († 1763)
- 24 febbraio - Giuseppe Pascaletti, pittore italiano († 1757)

### Marzo
- 15 marzo - Anselm Desing, filosofo, storico e giurista tedesco († 1772)
- 23 marzo - John Bartram, botanico statunitense († 1777)
- 25 marzo - Johann Adolf Hasse, compositore tedesco († 1783)
- 26 marzo - Hubert-François Gravelot, pittore, disegnatore e incisore francese († 1773)
- 31 marzo - Françoise-Louise de Warens, nobile svizzera († 1762)

### Aprile
- 13 aprile - Giuseppe Guglielmo Ernesto di Fürstenberg, principe († 1762)
- 14 aprile - Marija Andreevna Matveeva, nobildonna russa († 1788)
- 14 aprile - Federico III di Sassonia-Gotha-Altenburg, duca († 1772)
- 27 aprile - Alberto Volfango di Schaumburg-Lippe, nobile († 1748)
- 27 aprile - Jacopo Stellini, abate, scrittore e filosofo italiano († 1770)

### Maggio
- 3 maggio - Gabriel Herman Antun Patačić, arcivescovo cattolico croato († 1745)
- 5 maggio - Hubert Drouais, pittore e miniatore francese († 1767)
- 6 maggio - Vittorio Amedeo di Savoia, principe italiano († 1715)
- 13 maggio - Sebastião José de Carvalho e Melo, nobile e politico portoghese († 1782)
- 14 maggio - Hans Joachim von Zieten, generale prussiano († 1786)
- 24 maggio - Adam Ignacy Komorowski, arcivescovo cattolico polacco († 1759)
- 25 maggio - Anna Leszczyńska, nobildonna polacca († 1717)
- 26 maggio - Nikita Jur'evič Trubeckoj, ufficiale e politico russo († 1767)
- 27 maggio - Bernardino de Bernardis, vescovo cattolico italiano († 1758)
- 27 maggio - Gianantonio Guardi, pittore italiano († 1760)
- 28 maggio - Laurent Cars, pittore e incisore francese († 1771)

### Giugno
- 2 giugno - Marie-Thérèse Rodet Geoffrin,  francese († 1777)
- 6 giugno - 'Alamgir II, sovrano mongolo († 1759)
- 7 giugno - Franz Anton Pilgram, architetto austriaco († 1761)
- 8 giugno - Benedetto Alfieri, architetto e politico italiano († 1767)
- 15 giugno - Anton Corfitz Ulfeldt, nobile, diplomatico e politico austriaco († 1769)
- 20 giugno - Guglielmo Gustavo di Anhalt-Dessau, nobile († 1737)
- 28 giugno - Bernardino de Vecchi, cardinale italiano († 1775)

### Luglio
- 14 luglio - Vere Beauclerk, I Barone Vere, politico e ammiraglio inglese († 1781)
- 14 luglio - Philipp Ludwig von Sinzendorf, cardinale austriaco († 1747)
- 28 luglio - Amalia d'Este, nobile italiana († 1778)
- 30 luglio - Giuseppe Marchesi, pittore italiano († 1771)

### Agosto
- 5 agosto - Ferdinando Maria Innocenzo di Baviera, principe e generale tedesco († 1738)
- 11 agosto - Vittorio Giovardi, letterato italiano († 1785)
- 17 agosto - Bernard de Jussieu, botanico e medico francese († 1777)
- 21 agosto - Giovanni Bragadin, patriarca cattolico italiano († 1775)
- 29 agosto - Mastani,  indiana († 1740)

### Settembre
- 12 settembre - John Martyn, botanico inglese († 1768)
- 26 settembre - Charles Macklin, attore teatrale irlandese († 1797)
- 29 settembre - Charles Calvert, V barone Baltimore, nobile e politico irlandese († 1751)

### Ottobre
- 2 ottobre - Antonio Calegari, scultore italiano († 1777)
- 4 ottobre - Vieira Lusitano, pittore, illustratore e incisore portoghese († 1783)
- 8 ottobre - Gottfried Prehauser, attore teatrale e commediografo austriaco († 1769)
- 22 ottobre - Giovanni Battista Mazzoleni, scultore italiano († 1769)
- 24 ottobre - Giuseppe Grisoni, pittore fiammingo († 1769)

### Novembre
- 2 novembre - Jean-Baptiste-Siméon Chardin, pittore francese († 1779)
- 9 novembre - Stefano Pozzi, pittore italiano († 1768)
- 11 novembre - Ferdinando Fuga, architetto italiano († 1782)
- 11 novembre - Sulaiman Badrul Alam Shah di Johor, sovrano malese († 1760)
- 13 novembre - Jan Zach, compositore boemo († 1773)
- 25 novembre - Pierre Subleyras, pittore francese († 1749)
- 29 novembre - Giovanni Battista De Bonis, medico italiano († 1772)
- 30 novembre - Cristiano VI di Danimarca, re († 1746)

### Dicembre
- 2 dicembre - Gaston Pierre de Lévis-Mirepoix, generale francese († 1757)
- 8 dicembre - Maria Giuseppa d'Austria, nobile austriaca († 1757)
- 14 dicembre - Félix Cary, storico e numismatico francese († 1754)
- 20 dicembre - Christoph Thomas Scheffler, pittore tedesco († 1756)
- 23 dicembre - Leopoldo de Gregorio, marchese di Squillace, politico e diplomatico italiano († 1785)
- 29 dicembre - Friedrich Ludwig Abresch, filologo classico e grecista olandese († 1782)
- 30 dicembre - Antonio Falangola, vescovo cattolico italiano († 1761)

### Senza giorno specificato
- William Aislabie, politico inglese († 1781)
- Ivan Aleksandrovič Balakirev, giullare russo († 1763)
- Alessandro Bandiera, presbitero, letterato e pedagogista italiano († 1770)
- Jan Pieter van Baurscheit il Giovane, scultore e architetto fiammingo († 1768)
- Robert Blair, poeta scozzese († 1746)
- Antonio Giuseppe Bossi, stuccatore italiano († 1764)
- Matteo Brida, pittore italiano († 1744)
- Giuseppe Ferdinando Brivio, compositore, direttore d'orchestra e violinista italiano († 1758)
- Alessandro Calegari, scultore italiano († 1765)
- Simone Calimani, rabbino e scrittore italiano († 1784)
- Carlo Francesco Ercole Castelbarco, militare italiano († 1734)
- Jean-Claude Chambellan Duplessis, orafo e scultore francese († 1774)
- Carlos Francisco de Croix, generale spagnolo († 1786)
- John Dyer, poeta gallese († 1757)
- George Faulkner, editore irlandese († 1775)
- Carlo Franchi, giurista e mecenate italiano († 1769)
- William Ged, inventore e orafo britannico († 1749)
- Aurelio Anselmo Grue, ceramista italiano
- Anna Maria del Liechtenstein, principessa austriaca († 1753)
- Edward Lovett Pearce, architetto irlandese († 1733)
- Maẓhar, poeta e religioso indiano († 1781)
- Benedetto Micheli, musicista, librettista e poeta italiano († 1784)
- Musli Kadin,  ottomana († 1750)
- John Müller, matematico, ingegnere e educatore tedesco († 1784)
- Giuseppe Nogari, pittore italiano († 1763)
- Franz Ludwig Pfyffer von Altishofen, ufficiale svizzero († 1772)
- Agostino Ratti, pittore italiano († 1775)
- Joachim Andreas Stukenbrock, minatore tedesco († 1756)
- Girolamo Vandelli, scienziato italiano († 1776)
- Ivan Višnjakov, pittore russo († 1761)

## Morti

### Gennaio
- 3 gennaio - Mattia Preti, pittore italiano (n. 1613)
- 14 gennaio - Federico Caccia, cardinale e arcivescovo cattolico italiano (n. 1635)

### Febbraio
- 1º febbraio - Manuel Fernández de Santa Cruz, vescovo cattolico spagnolo (n. 1637)
- 1º febbraio - Carlotta Giovanna di Waldeck-Wildungen, nobile tedesca (n. 1664)
- 6 febbraio - Giuseppe Ferdinando Leopoldo di Baviera, principe (n. 1692)
- 18 febbraio - Giovanni Giacomo Cavallerini, cardinale e arcivescovo cattolico italiano (n. 1639)
- 20 febbraio - Jean-Baptiste Monnoyer, pittore francese (n. 1636)
- 27 febbraio - Charles Paulet, I duca di Bolton, nobile inglese (n. 1630)

### Marzo
- 15 marzo - Giuseppe da Varano, poeta italiano (n. 1639)
- 17 marzo - Reynaud Levieux, pittore francese (n. 1613)
- 17 marzo - Serafina di Dio, mistica italiana (n. 1621)
- 20 marzo - Erhard Weigel, astronomo, matematico e filosofo tedesco (n. 1625)

### Aprile
- 21 aprile - Jean Racine, drammaturgo e scrittore francese (n. 1639)
- 22 aprile - Hans Assmann von Abschatz, poeta tedesco (n. 1646)
- 22 aprile - Carlo Maria Maggi, scrittore e commediografo italiano (n. 1630)

### Maggio
- 12 maggio - Lucas Achtschellinck, pittore fiammingo (n. 1626)
- 15 maggio - Edward Petre, gesuita inglese (n. 1631)
- 16 maggio - Cristina Carlotta di Württemberg, nobile (n. 1645)
- 16 maggio - Giovanni Giuseppe Cosattini, pittore italiano (n. 1625)
- 22 maggio - James Bertie, I conte di Abingdon, nobile inglese (n. 1653)
- 22 maggio - Giovan Battista Boncori, pittore italiano (n. 1643)
- 22 maggio - Johann Georg Conradi, compositore e direttore d'orchestra tedesco (n. 1645)
- 26 maggio - Francesco Maria Sauli, doge italiano (n. 1620)

### Giugno
- 1º giugno - Giorgio II di Württemberg-Mömpelgard, duca tedesco (n. 1626)
- 2 giugno - Enrico Federico di Hohenlohe-Langenburg, conte tedesco (n. 1625)
- 5 giugno - Antoine Pagi, storico e presbitero francese (n. 1624)
- 13 giugno - Juan Tomás de Rocaberti, teologo e arcivescovo cattolico spagnolo (n. 1627)
- 22 giugno - Josiah Child, economista e politico inglese (n. 1630)

### Luglio
- 2 luglio - Ortensia Mancini, nobile francese (n. 1646)
- 10 luglio - Pio Torelli di Adriano, nobile italiano
- 20 luglio - Giovanni Dolfin, cardinale, patriarca cattolico e drammaturgo italiano (n. 1617)
- 31 luglio - Pietro Durazzo, doge (n. 1632)
- 31 luglio - Ottavio Scarlattini, teologo, filosofo e matematico italiano (n. 1623)

### Agosto
- 3 agosto - Pedro Roldán, scultore spagnolo (n. 1624)
- 4 agosto - Maria Sofia del Palatinato-Neuburg, regina (n. 1666)
- 6 agosto - Alberto di Sassonia-Coburgo, nobile (n. 1648)
- 13 agosto - Marco d'Aviano, francescano e presbitero italiano (n. 1631)
- 18 agosto - Antonio Domenico Triva, pittore e incisore italiano (n. 1626)
- 19 agosto - José Sáenz de Aguirre, teologo e cardinale spagnolo (n. 1630)
- 20 agosto - Jan Małachowski, vescovo cattolico polacco (n. 1623)
- 24 agosto - Lucrezia Barberini, nobildonna italiana (n. 1628)
- 24 agosto - Giovanni Battista I Ludovisi, nobile italiano (n. 1646)
- 25 agosto - Cristiano V di Danimarca, re danese (n. 1646)

### Settembre
- 3 settembre - Mahmud Shah II di Johor, sovrano malese (n. 1675)
- 17 settembre - Augusto di Schleswig-Holstein-Sonderburg-Plön-Norburg, nobile danese (n. 1635)
- 19 settembre - Alfonso de Aguilar, cardinale spagnolo (n. 1653)
- 21 settembre - Giuseppe Sardi, architetto italiano (n. 1624)
- 26 settembre - Simon Arnauld de Pomponne, diplomatico e politico francese (n. 1618)

### Ottobre
- 8 ottobre - Mary Beale, pittrice inglese (n. 1633)
- 16 ottobre - Isabella Tomasi, religiosa e nobile italiana (n. 1645)
- 27 ottobre - Bartholomäus Hopfer, pittore tedesco (n. 1628)

### Novembre
- 2 novembre - Anthony Ashley-Cooper, II conte di Shaftesbury, politico inglese (n. 1652)

### Dicembre
- 17 dicembre - Giovanni Francesco Desiderato di Nassau-Siegen, principe tedesco (n. 1627)
- 22 dicembre - Michelangelo Mattei, patriarca cattolico e nobile italiano (n. 1628)
- 23 dicembre - Paolo Spinola Doria, nobile e politico italiano (n. 1628)
- 28 dicembre - Pierre Robert, musicista e compositore francese

### Senza giorno specificato
- Paolo Abriani, religioso, poeta e traduttore italiano (n. 1607)
- Robert Allison, pirata inglese
- Giovanni Battista Birago Avogadro, storico e giurista italiano (n. 1634)
- Francesco Frigimelica il Giovane, pittore italiano (n. 1630)
- Johann Abraham Ihle, astronomo tedesco (n. 1627)
- John Lawrence, politico inglese (n. 1618)
- François Lefort, militare svizzero (n. 1656)
- Antoine Le Grand, presbitero e filosofo francese (n. 1629)
- Emilio Luci, funzionario e giurista italiano (n. 1619)
- José Marín, cantante, chitarrista e compositore spagnolo (n. 1618)
- Thomas Neale, giurista britannico (n. 1614)
- Domenico Remps, pittore fiammingo (n. 1620)
- Pandolfo Reschi, pittore polacco (n. 1643)
- Francesco Rossi, compositore e abate italiano (n. 1627)
- Peder Griffenfeld, politico danese (n. 1635)
- Cesare Ugolini, vescovo cattolico italiano (n. 1628)
- Giovanni Cosimo Villifranchi, librettista italiano (n. 1646)
- Angelo da Pietrafitta, scultore e religioso italiano (n. 1620)

## Calendario
| Calendario 1699 | Calendario 1699 | Calendario 1699 | Calendario 1699 | Calendario 1699 | Calendario 1699 | Calendario 1699 | Calendario 1699 | Calendario 1699 | Calendario 1699 | Calendario 1699 | Calendario 1699 | Calendario 1699 | Calendario 1699 | Calendario 1699 | Calendario 1699 | Calendario 1699 | Calendario 1699 | Calendario 1699 | Calendario 1699 | Calendario 1699 | Calendario 1699 | Calendario 1699 | Calendario 1699 | Calendario 1699 | Calendario 1699 | Calendario 1699 | Calendario 1699 | Calendario 1699 | Calendario 1699 | Calendario 1699 | Calendario 1699 | Calendario 1699 |
| --------------- | --------------- | --------------- | --------------- | --------------- | --------------- | --------------- | --------------- | --------------- | --------------- | --------------- | --------------- | --------------- | --------------- | --------------- | --------------- | --------------- | --------------- | --------------- | --------------- | --------------- | --------------- | --------------- | --------------- | --------------- | --------------- | --------------- | --------------- | --------------- | --------------- | --------------- | --------------- | --------------- |
|                 | 1               | 2               | 3               | 4               | 5               | 6               | 7               | 8               | 9               | 10              | 11              | 12              | 13              | 14              | 15              | 16              | 17              | 18              | 19              | 20              | 21              | 22              | 23              | 24              | 25              | 26              | 27              | 28              | 29              | 30              | 31              |                 |
| Gennaio         | Gi              | Ve              | Sa              | Do              | Lu              | Ma              | Me              | Gi              | Ve              | Sa              | Do              | Lu              | Ma              | Me              | Gi              | Ve              | Sa              | Do              | Lu              | Ma              | Me              | Gi              | Ve              | Sa              | Do              | Lu              | Ma              | Me              | Gi              | Ve              | Sa              |                 |
| Febbraio        | Do              | Lu              | Ma              | Me              | Gi              | Ve              | Sa              | Do              | Lu              | Ma              | Me              | Gi              | Ve              | Sa              | Do              | Lu              | Ma              | Me              | Gi              | Ve              | Sa              | Do              | Lu              | Ma              | Me              | Gi              | Ve              | Sa              |                 |                 |                 |                 |
| Marzo           | Do              | Lu              | Ma              | Me              | Gi              | Ve              | Sa              | Do              | Lu              | Ma              | Me              | Gi              | Ve              | Sa              | Do              | Lu              | Ma              | Me              | Gi              | Ve              | Sa              | Do              | Lu              | Ma              | Me              | Gi              | Ve              | Sa              | Do              | Lu              | Ma              |                 |
| Aprile          | Me              | Gi              | Ve              | Sa              | Do              | Lu              | Ma              | Me              | Gi              | Ve              | Sa              | Do              | Lu              | Ma              | Me              | Gi              | Ve              | Sa              | Do              | Lu              | Ma              | Me              | Gi              | Ve              | Sa              | Do              | Lu              | Ma              | Me              | Gi              |                 |                 |
| Maggio          | Ve              | Sa              | Do              | Lu              | Ma              | Me              | Gi              | Ve              | Sa              | Do              | Lu              | Ma              | Me              | Gi              | Ve              | Sa              | Do              | Lu              | Ma              | Me              | Gi              | Ve              | Sa              | Do              | Lu              | Ma              | Me              | Gi              | Ve              | Sa              | Do              |                 |
| Giugno          | Lu              | Ma              | Me              | Gi              | Ve              | Sa              | Do              | Lu              | Ma              | Me              | Gi              | Ve              | Sa              | Do              | Lu              | Ma              | Me              | Gi              | Ve              | Sa              | Do              | Lu              | Ma              | Me              | Gi              | Ve              | Sa              | Do              | Lu              | Ma              |                 |                 |
| Luglio          | Me              | Gi              | Ve              | Sa              | Do              | Lu              | Ma              | Me              | Gi              | Ve              | Sa              | Do              | Lu              | Ma              | Me              | Gi              | Ve              | Sa              | Do              | Lu              | Ma              | Me              | Gi              | Ve              | Sa              | Do              | Lu              | Ma              | Me              | Gi              | Ve              |                 |
| Agosto          | Sa              | Do              | Lu              | Ma              | Me              | Gi              | Ve              | Sa              | Do              | Lu              | Ma              | Me              | Gi              | Ve              | Sa              | Do              | Lu              | Ma              | Me              | Gi              | Ve              | Sa              | Do              | Lu              | Ma              | Me              | Gi              | Ve              | Sa              | Do              | Lu              |                 |
| Settembre       | Ma              | Me              | Gi              | Ve              | Sa              | Do              | Lu              | Ma              | Me              | Gi              | Ve              | Sa              | Do              | Lu              | Ma              | Me              | Gi              | Ve              | Sa              | Do              | Lu              | Ma              | Me              | Gi              | Ve              | Sa              | Do              | Lu              | Ma              | Me              |                 |                 |
| Ottobre         | Gi              | Ve              | Sa              | Do              | Lu              | Ma              | Me              | Gi              | Ve              | Sa              | Do              | Lu              | Ma              | Me              | Gi              | Ve              | Sa              | Do              | Lu              | Ma              | Me              | Gi              | Ve              | Sa              | Do              | Lu              | Ma              | Me              | Gi              | Ve              | Sa              |                 |
| Novembre        | Do              | Lu              | Ma              | Me              | Gi              | Ve              | Sa              | Do              | Lu              | Ma              | Me              | Gi              | Ve              | Sa              | Do              | Lu              | Ma              | Me              | Gi              | Ve              | Sa              | Do              | Lu              | Ma              | Me              | Gi              | Ve              | Sa              | Do              | Lu              |                 |                 |
| Dicembre        | Ma              | Me              | Gi              | Ve              | Sa              | Do              | Lu              | Ma              | Me              | Gi              | Ve              | Sa              | Do              | Lu              | Ma              | Me              | Gi              | Ve              | Sa              | Do              | Lu              | Ma              | Me              | Gi              | Ve              | Sa              | Do              | Lu              | Ma              | Me              | Gi              |                 |